# Cielito lindo
A Cielito lindo egy világszerte ismert mexikói szerelmes dal, amelyet 1882-ben írt Quirino Mendoza y Cortés. Ma szinte a mexikóiság egyik jelképének számít, rengeteg helyen felhangzik, ahol mexikói emberek vannak jelen, legyen az ünnepélyes vagy szomorú esemény: éneklik például a mexikói labdarúgó-válogatott mérkőzésein és egyéb sporteseményeken is, de a 2017. szeptember 19-i mexikói földrengés után az önkéntes mentőcsapatoktól is ezt a dalt lehetett hallani.
Címe nagyjából „csinos kedvesem” alakban fordítható le, bár a cielito szó szerint „kis eget”, „égboltocskát” jelent.

## Története
Nagyon hasonló stílusú dalok és ezekben maga a cielito lindo szókapcsolat is már régóta előfordult a mexikói kultúrában, de ezt a konkrét dalt 1882-ben írta a xochimilcói zeneszerző, Quirino Mendoza y Cortés, akinek ihlető múzsája felesége, Catalina Martínez tanárnő volt, akinek, ahogy az a dalszövegben is elhangzik, egy jellegzetes anyajegy volt a szája mellett. Vannak, akik egyértelműnek tartják a Cielito lindo spanyolországi eredetét, mivel ott is több hasonló szövegű dalt találtak (többek között már Lope de Vega tollából is), ráadásul a Sierra Morena hegység, amit a szöveg említ, szintén Spanyolországban található (igaz, az is lehet, hogy a név a mexikói Sierra Moronesre utal).
A hamarosan országszerte népszerűvé vált, leggyakrabban mariachi kísérettel előadott dalt később olyan előadók is feldolgozták, mint Pedro Vargas, Luis Aguilar, Tito Guízar, Pedro Infante, Vicente Fernández, Ana Gabriel és Luciano Pavarotti, valamint elhangzik a Los tres García című 1947-es filmben is.

## A dal
| De la Sierra Morena,                   | A Sierra Morenából                           |
| cielito lindo, vienen bajando          | Csinos kedvesem, lefelé jön                  |
| un par de ojitos negros,               | Egy pár fekete szem                          |
| cielito lindo, de contrabando.         | Csinos kedvesem, lopakodva.                  |
|                                        |                                              |
| ¡Ay, ay, ay, ay!                       | Aj, aj, aj, aj!                              |
| canta y no llores,                     | Énekelj és ne sírj,                          |
| porque cantando se alegran,            | Mert énekelve vidulnak fel                   |
| cielito lindo, los corazones.          | Csinos kedvesem, a szívek.                   |
|                                        |                                              |
| Ese lunar que tienes,                  | Ezt az anyajegyet, ami                       |
| cielito lindo, junto a la boca,        | Csinos kedvesem, a szád mellett van,         |
| no se lo des a nadie,                  | Ne add oda másnak,                           |
| cielito lindo, que a mí me toca.       | Csinos kedvesem, mivel engem illet.          |
|                                        |                                              |
| De tu reja a la mía,                   | A te rácsodtól (kapudtól) az enyémig         |
| cielito lindo, no hay más que un paso; | Csinos kedvesem, nincs több, mint egy lépés, |
| ora que estamos solos                  | Most, hogy egyedül vagyunk,                  |
| cielito lindo, dame un abrazo.         | Csinos kedvesem, ölelj meg.                  |